# Rhein-Erft-Kreis
Rhein-Erft-Kreis is een Kreis in de Duitse deelstaat Noordrijn-Westfalen. Kreisstadt is de stad Bergheim. De Kreis telt 469.611 inwoners (31 december 2020) op een oppervlakte van 704,70 km². Op 31 december 2020 had 15,7% van de inwoners een niet-Duits staatsburgerschap (73.710 niet-Duitsers) en hadden 1.100 inwoners het Nederlandse staatsburgerschap. 

## Steden en gemeenten
De volgende steden en gemeenten liggen in de Kreis:
| Steden | Gemeenten  |
| --- | ---------- |
| 1. Bedburg 2. Bergheim 3. Brühl (Rijnland) 4. Erftstadt 5. Frechen 6. Hürth 7. Kerpen 8. Pulheim 9. Wesseling | 1. Elsdorf |

Zie ook: Lijst van Kreise en kreisfreie steden in Noordrijn-Westfalen
Bedburg · Bergheim · Brühl · Elsdorf · Erftstadt · Frechen · Hürth · Kerpen · Pulheim · Wesseling